# Sphecozone rubescens
Sphecozone rubescens là một loài nhện trong họ Linyphiidae.
Loài này thuộc chi Sphecozone. Sphecozone rubescens được Octavius Pickard-Cambridge miêu tả năm 1870.